# Teknikåret 2013

## Händelser

### Januari
- 1 januari - 4G på 1 800 MHz tillåts i Sverige.[1]
- 2 januari - LG Electronics lanserar sin första kommersiellt gångbara OLED-TV. (BBC)
- 8 januari - CES invigs i Las Vegas, Nevada. Bland nyheterna detta år finns bland annat ultra-HD-TV. (PC Pro) (The Guardian) (Daily Telegraph)

### Maj
- 5 maj - Adobe Systems meddelar att man lägger ner Adobe Creative Suite för att helt gå över till den abonnemangsbaserade Creative Cloud-lösningen.

### Juni
- 17 juni - Adobe släpper de första versionerna av Photoshop, Illustrator, InDesign och flera andra program som är helt gjorda för Creative Cloud.

### Juli
- 8 juli - Sökmotorn Altavista stängs.